# Brain-Media.de
Brain-Media.de ist ein Computerbuchverlag mit Sitz in Saarbrücken. Der Verlag hat sich auf Praxishandbücher zu Open‑Source-, Linux- und IT-Themen spezialisiert. Gegründet wurde der Verlag 2003 von dem Informatiker Holger Reibold. Der Verlag ist auch als Dienstleister für Unternehmen tätig.

## Gründungsphase
Der Verlag wird von Gründer Reibold, der seit 1995 als Fachjournalist tätig ist, 2003 gegründet. Ihn störte die Trägheit der etablierten Verlage, sich mit dem Thema zu befassen. Das Verlagsprogramm umfasst kompakte Handbücher zu Themen wie Open‑Source‑Tools, z. B. Scribus, Freeplane, OpenVPN, OpenVAS, phpMyAdmin oder auch spezielle IT‑Software wie Audacity, XAMPP, VirtualBox, Nmap, Wireshark.
Die Bücher richten sich primär an Praktiker und Administratoren.

## Open-Source-Fokussierung
Das Ziel des Verlags ist die Open-Source-Bewegung und die Akzeptanz von quelloffenen Projekten zu stärken. In Kooperation mit verschiedenen Akteuren und Entwicklern werden dazu offizielle Handbücher publiziert. Ein Teil der Einnahmen fließt in die Unterstützung dieser Projekte. Dazu werden insbesondere Nischenthemen bedient.
Der Verlag bietet seine Titel früh bereits als E-Book an. Das wachsende Interesse befriedigt der Verlag mit seiner E-Book-Strategie. Im Jahr 2014 folgt die Einführung der E-Book-Flatrate „Plus+“. Der Anteil der E-Book-Verkäufe lag zwischenzeitlich bei 40 bis 50 Prozent, hat sich aber mit dem Abflauen des Digitalbuchtrends bei ca. 10 bis 20 Prozent eingependelt.

## Neuausrichtung
Reibold, der seit 2020 als alleiniger Autor aktiv ist, beschloss 2025 die Neuausrichtung des Verlags. Anstelle von einfachen Taschenbuchausgaben erhalten alle Neuerscheinungen eine Hardcover-Ausstattung, werden nachhaltig in Deutschland produziert und klimaneutral gedruckt. Zu jedem Buch steht das dazugehörige E-Book kostenlos zum Download bereit. Um überflüssige Transportwege zu vermeiden, werden alle Titel exklusiv über den verlagseigenen Vertrieb abgewickelt.